# Topic (disc jockey)
Tobias Topic, conosciuto come Topic (Solingen, 23 marzo 1992), è un disc jockey, musicista e produttore discografico tedesco, noto per aver raggiunto il successo internazionale con il tormentone estivo Breaking Me.

## Biografia
Di origini croate dalla figura paterna, la sua prima pubblicazione musicale risale alla fine del 2014, con l'uscita di Light It Up, in collaborazione con Jona Stelle.
Il suo primo album in studio Miles, viene presentato nel luglio 2015 e ha fatto il proprio ingresso nelle classifiche dei dischi in Austria e in Germania, rispettivamente alla 70ª e 67ª posizione. Home, inciso con Nico Santos, è divenuto il primo singolo dell'artista ad entrare le classifiche oltreoceano, poiché si è spinto fino alla 11ª posizione in Australia, ottenendo allo stesso tempo un notevole successo anche in madrepatria e in Austria, e collocandosi rispettivamente in 12ª e 10ª posizione. Il brano ha in seguito ricevuto un disco di platino sia dalla Bundesverband Musikindustrie per aver superato le 400 000 unità sia dalla Australian Recording Industry Association per aver venduto più di 70 000 unità in territorio australiano, oltre a fruttare al produttore una candidatura sia agli 1 Live Krone sia agli MTV Europe Music Awards.
A settembre 2016 ha firmato un contratto discografico con la Sony Music/ATV, per poi mettere in commercio Perfect, in collaborazione con Ally Brooke.
A fine 2019 viene resa disponibile la hit Breaking Me, che si è classificata nella hit parade di oltre trenta mercati, trovando successo anche negli Stati Uniti d'America, dove si è mossa fino al 53º posto nella relativa Hot 100 e che per aver totalizzato oltre 1 000 000 unità ha conseguito il platino dalla Recording Industry Association of America. Il pezzo è stato inoltre certificato almeno platino in altre qundici nazioni, tra cui Australia, Canada, Francia (dove è diamante), Germania e Regno Unito.
Your Love (9PM), una versione alternativa di 9 PM (Till I Come) pubblicata nel gennaio 2021, è stata realizzata con ATB e A7S.

## Discografia

### Album in studio
- 2015 – Miles

### Singoli
- 2014 – Light It Up (con Jona Selle)
- 2015 – Real Stars (con Marco Minella)
- 2015 – Home (feat. Nico Santos)
- 2016 – Find You (feat. Jake Reese)
- 2017 – Break My Habits
- 2018 – Perfect (con Ally Brooke)
- 2018 – Disclose
- 2018 – Sólo contigo (con Juan Magán e Lena)
- 2018 – Forget About It
- 2018 – The Less I Know (feat. Alexander Tidebrink)
- 2019 – Talk to Me (con Mougleta)
- 2019 – Let's Rave (feat. Lili Pistorius)
- 2019 – Ruf nicht an (con FAM, Kayef e T-Zon feat. Lil Rain)
- 2019 – Let Us Love (con i Vigiland e Christopher)
- 2019 – Keep on Loving (feat. René Miller)
- 2019 – Breaking Me (con A7S)
- 2020 – Like I Love You (con Nico Santos)
- 2020 – Why Do You Lie to Me (con A7S feat. Lil Baby)
- 2020 – Lost (come Topic42; con Samra)
- 2021 – Your Love (9PM) (con ATB e A7S)
- 2021 – Chain My Heart (con Bebe Rexha)
- 2021 – Drive (con i Clean Bandit e Wes Nelson)
- 2021 – My Heart Goes (La Di Da) (con Becky Hill)
- 2021 – Ich bin weg (BoroBoro) (come Topic42; con Samra feat. Arash)
- 2022 – In Your Arms (for an Angel) (con Robin Schulz, Nico Santos e Paul van Dyk)
- 2022 – Solo para ti (con Álvaro Soler)
- 2022 – Kernkraft 400 (A Better Day) (con A7S)
- 2022 – Kiss Me (come Topic42; con Samra)
- 2022 – All or Nothing (con HRVY)
- 2023 – Forget You (con i Fast Boy)
- 2023 – Saving Me (feat. Sasha Alex Sloan)
- 2023 – Lucid Dream
- 2023 – Sleepless (con Restricted feat. GoldFord)
- 2023 – All or Nothing (con HRVY)
- 2023 – 1, 2, 3 (con Oliver Cronin)
- 2024 – One by One (con Robin Schulz feat. Oaks)
- 2024 – Peakin'
- 2024 – Out My Head (con A7S)
- 2024 – No Promises (con Giuseppe Ottaviani feat. Sofiloud)
- 2024 – I Adore You (con Hugel e Arash feat. Daecolm)
- 2025 – Control of Me (con Daecolm)
- 2025 – Away (con Sofiya Nzau)
- 2025 – Albi (con Mougleta e Vegedream)

## Riconoscimenti
- 1 Live Krone
  - 2016 – Candidatura al Miglior singolo per Home[8]
  - 2020 – Candidatura al Miglior singolo per Breaking Me[20]
  - 2020 – Candidatura al Miglior artista dance[20]
  - 2021 – Candidatura al Miglior artista dance[21]
  - 2021 – Candidatura al Miglior singolo per Your Love (9PM)[21]

- Billboard Music Awards
  - 2021 – Candidatura alla Miglior canzone dance/elettronica per Breaking Me[22]

- BRIT Awards
  - 2022 – Candidatura alla Canzone internazionale dell'anno per Your Love (9PM)[23]

- Fonogram Awards
  - 2021 – Candidatura all'Album o registrazione internazionale dell'anno – EDM per Breaking Me[24]

- LOS40 Music Awards
  - 2020 – Candidatura all'Artista o produttore dance[25]
  - 2021 – Artista o produttore dance[26]

- MTV Europe Music Awards
  - 2016 – Candidatura al Miglior artista tedesco[9]

- MTV Video Play Awards
  - 2020 – MTV Video Play Award per Breaking Me[27]

- Teen Choice Awards
  - 2018 – Candidatura alla Miglior canzone dance/elettronica per Perfect[28]